# Осаоница (река)
Осаоница (у неким изворима Осаница) је лева притока Велике Мораве. Извире на југозападним падинама Црног врха у атару села Доња Сабанта. Пролази кроз градску територију Крагујевца и Јагодине Пролази кроз насеља Букоровац, Горње Комарице, Доње Комарице, Стрижило, Ловци и Багрдан. Улива се у Велику Мораву код Багрдана низводно од Багрданског теснаца.
Једина већа притока је Рачничка река која пролази кроз Горњи Рачник и Доњи Рачник пре него што се улије у Осаоницу у Багрдану.